# Fosforilare oxidativă

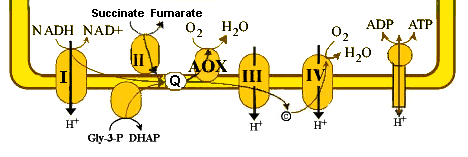
Schemă a fosforilării oxidative

Fosforilarea oxidativă este o cale metabolică ce utilizează energia reacțiilor de oxidare a nutrienților pentru sinteza adenozintrifosfatului (ATP) prin fosforilare. Are loc în mitocondriile celulelor organismelor. Este un proces exergonic ce implică lanțuri transportoare de electroni. Procesul se încadrează în domeniul de studiu al bioelectrochimiei.

## Funcții
Funcția esențială a mitocondriei constă în sinteza ATP prin cuplaj energetic cu reacțiile de  oxidare a NADH și FADH2 proveniți din ciclul acidului citric și din oxidarea acizilor grași. 
Diferența de potențial standard de electrod în cazul oxidării NADH de către oxigen este de 1,14 V. În cazul oxidării NADH energia liberă este de -52,6 kcal/mol, deci reacția este una 
exergonică, energia degajată avînd valoarea de cca. -53 kcal/mol NADH oxidat. În cazul oxidării FADH2 calcule similare dau valoarea de cca. -37 kcal/mol.
Energia rezultată prin oxidările NADH și FADH2 este în proporție de circa 50% folosită pentru sinteza de ATP, care se produce simultan cu transmiterea elecronilor prin lanțul respirator. Restul energiei provenite din oxidări, neînmagazinată în ATP, este disipată sub formă de căldură. Acest proces joacă un rol esențial în menținerea temperaturii corpului la animale cu sînge cald.